# Darevskia armeniaca
Darevskia armeniaca es una especie de lagarto de la familia Lacertidae. Esta especie es partenogénica; es el resultado de la hibridación interespecífica entre las especies Darevskia valentini y Darevskia mixta.

## Distribución
Habita en el Cáucaso (noreste de Turquía, norte y noreste de Armenia, sur de Georgia y oeste de Azerbaiyán).

## Galería

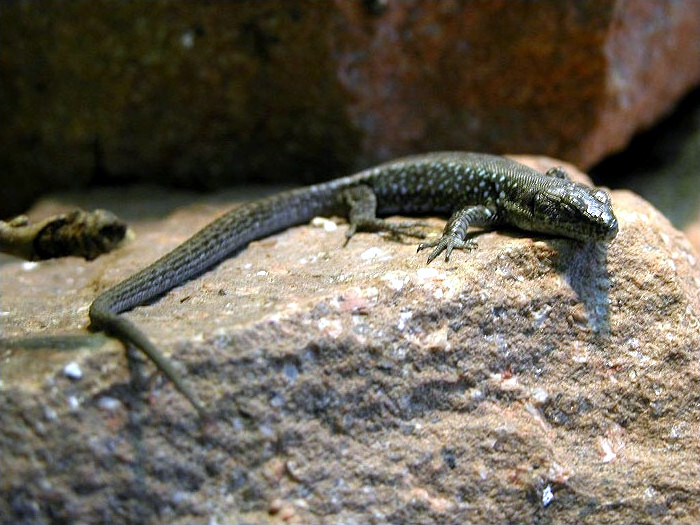
Armenian Rock Lizard